# مسحراتي
المسحر أو المسحراتي وفي بلاد المغرب يسمى النفار هو الشخص الذي يأخذ على عاتقه إيقاظ المسلمين في ليالي شهر رمضان لتناول
وجبة السحور. والمشهور عن المسحراتي هو حمله للطبل أو المزمار ودقها أو العزف عليها بهدف إيقاظ الناس قبل صلاة الفجر. وعادة ما يكون النداء مصحوباً ببعض التهليلات أو الأناشيد الدينية.
مع تقدم الزمن وتطور المجتمع والتكنولوجيا، بدأت هذه المهنة بالانقراض، واختفى المسحراتي من معظم الحارات والأحياء، بعدما كانت مشهورة ومتزاولة بقوة في معظم الدول العربية.

## لمحة تاريخية
وقد كان بلال بن رباح أول مؤذّن في الإسلام وابن أم مكتوم يقومان بمهمّة إيقاظ النّاس للسّحور. الأول يؤذّن فيتناول النّاس السّحور، والثّاني يمتنع بعد ذلك فيمتنع النّاس عن تناول الطّعام. وأول من نادى بالتسحير عنبسة بن إسحاق ســنة 228 هـ وكان يذهب ماشياً من مدينة العسكر في الفسطاط إلى جامع عمرو بن العاص وينادي النّاس بالسحور، وأول من أيقظ النّاس على الطّبلة هم أهل مصر. أما أهل بعض البلاد العربيّة كاليمن والمغرب فقد كانوا يدقّون الأبواب بالنبابيت، وأهل الشّام كانوا يطوفون على البيوت ويعزفون على العيدان والطّنابير وينشدون أناشيد خاصّة برمضان.
كان «المسحراتية» في مصر يطوفون في شوارع المدينة أو القرية يرددون الأناشيد الدينية وينادون الناس ليستيقظوا طالبين منهم أن يوحدوا الله، ويضربون على طار ضربات متوالية حتى يسمعهم النائمون فيهبوا من نومهم لتناول السحور.

## عبارات المسحّرين
المسحّراتي صورة لا يكتمل شهر رمضان بدونها، وهو يرتبط ارتباطا وثيقا بتقاليدنا الشّعبية الرّمضانيّة، فقبل الإمساك بساعتين يبدأ المسحّراتي جولته الّليلية في الأحياء الشّعبية موقظاً أهاليها للقيام على ضرب طبلته وصوته الجميل يصدع بأجمل الكلمات مما يضفي سحرا خاصّا على المكان، ومن العبارات المشهورة للمسحّرين قولهم: 
- يا نايم وحّد الدّايم  يـا غافي وحّـد الله
- يا نايم وحّد مولاك  للي خلقك ما بنساك
- قوموا إلى سحوركم جاء رمضان يزوركم

ويقوم بتلحين هذه العبارات بواسطة ضربات فنّية يوجّهها إلى طبلته. وقديماً كان المسحّراتي لا يأخذ أجره، وكان ينتظر حتى أول أيام العيد فيمر بالمنازل منزلاً منزلاً ومعه طبلته المعهودة، فيوالي الضّرب على طبلته نهار العيد لعهده بالأمس في ليالي رمضان، فيهب له النّاس بالمال والهدايا والحلويّات ويبادلونه عبارات التّهنئة بالعيد السّعيد.

### في مصر
كان والي مصر إسحاق بن عقبة أول من طاف على ديار مصر لإيقاظ أهلها للسحور، وفي عهد الدولة الفاطمية كانت الجنود تتولى الأمر. وبعدها عينوا رجلًا أصبح يعرف بالمسحراتي، كان يدق الأبواب بعصا يحملها قائلًا «يا أهل الله قوموا تسحروا» ولاحقًا أصبح يقول عبارات من قبيل:
- «اصحي يا نايم وحد الدايم.. وقول نويت بكرة إن حييت.. الشهر صايم والفجر قايم.. ورمضان كريم»
- «السحور يا عباد الله»
- «يا نايم اذكر الله.. يا نايم وحّد الله»
- مديح نبوي.

### في المغرب
كان النفار في المغرب شخصية يستعمل مزماره الطويل في إيقاظ الناس لتناول السحور، كما أنه كان يحفظ أناشيد دينية.

### في فلسطين
من عبارات المسحراتي بالطبل: 
- يا عباد الله وحدّوا الإله
- واذكروا الإله يا عباد الله، وحدّوا الله
- سحورك يا صايم، قوم وحد الدايم[4]

## وصلات خارجية
- سيد سعد، رمضان (المسحراتي، والفانوس والمدفع)، دورية كان التاريخية، ع1 سبتمبر 2008.